# Rob Malda

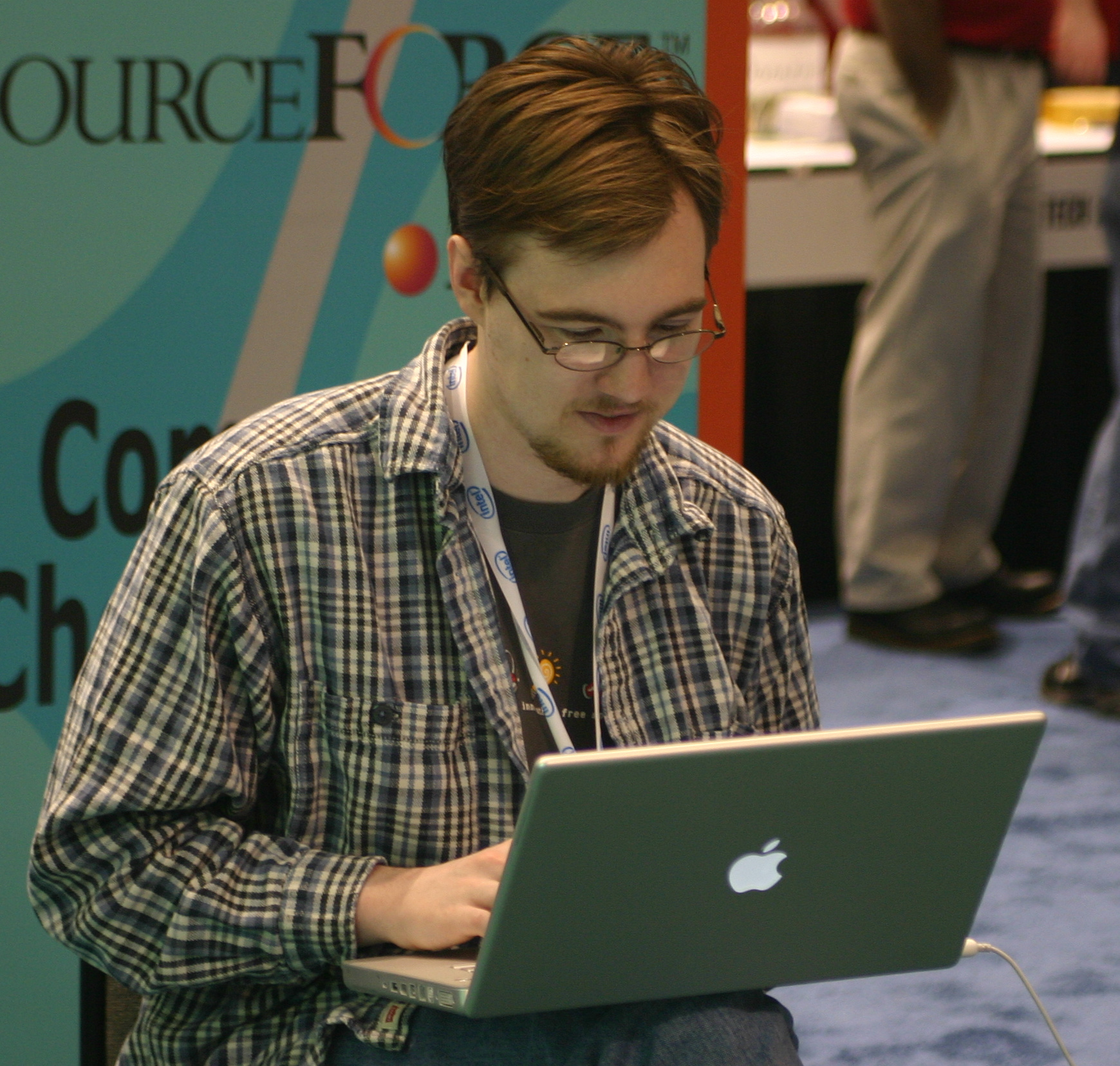
Rob Malda bei der LinuxWorld Boston 2006

Rob Malda (* 10. Mai 1976), auch als CmdrTaco bekannt, ist ein amerikanischer Webautor und der Begründer der Website Slashdot.
Er graduierte am Hope College. Sein Pseudonym entstammt dem Buch von Dave Barry (Claw Your Way to the Top: How to Become the Head of a Major Corporation in Roughly a Week, ISBN 0-87857-652-5). Commander Taco ist der letzte Eintrag in einer Liste von schlechten Restaurants für Geschäftsessen.
Malda schrieb eine monatliche Computerkolumne für Computer Power User. Maldas Beschreibung des damals neuen iPods von Apple wird heute noch verwendet, um die Techno-Elite von Slashdot mit normalen Computernutzern zu illustrieren. Er schrieb damals über den iPod: „No wireless. Less space than a Creative NOMAD. Lame.“ (auf Deutsch etwa: „Kein WLAN. Weniger Platz als ein Creative NOMAD. Lahm.“)